# The Open Door
The Open Door je druhé studiové album americké skupiny Evanescence. Vydáno bylo v září roku 2005 společností Wind-up Records a jeho producentem byl Dave Fortman, jenž se skupinou spolupracoval již na jejím prvním albu. V hitparádě Billboard 200 se umístilo na první příčce a za první týden se prodalo 447 000 kusů alba. V několika zemích se stalo platinovým. Píseň „Sweet Sacrifice“, která byla třetím singlem z alba, byla nominována na cenu Grammy.

## Seznam skladeb
1. „Sweet Sacrifice“ – 3:05
2. „Call Me When You're Sober“ – 3:34
3. „Weight of the World“ – 3:37
4. „Lithium“ – 3:44
5. „Cloud Nine“ – 4:22
6. „Snow White Queen“ – 4:22
7. „Lacrymosa“ – 3:37
8. „Like You“ – 4:16
9. „Lose Control“ – 4:50
10. „The Only One“ – 4:40
11. „Your Star“ – 4:43
12. „All That I'm Living For“ – 3:48
13. „Good Enough“ – 5:32